# Германско-египетские отношения
Германско-египетские отношения — двусторонние дипломатические отношения между Германией и Египтом.

## История

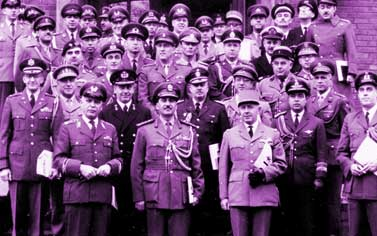
Военный атташе Египта в ФРГ М. А. Садек в окружении военных атташе других стран и германских военных.

В декабре 1957 года были установлены дипломатические отношения между Египтом и Федеративной Республикой Германия. Между странами сложились тесные отношения. Германия внимательно следит за положением в области прав человека в Египте, а общая политическая цель заключается в поддержании долгосрочной стабильности в этой стране.
В августе 2017 года Египет и Германия достигли политического соглашения о сотрудничестве в области миграции. Соглашение предусматривает, среди прочего, ряд мер по борьбе с причинами миграции, сотрудничество в вопросах репатриации и добровольного возвращения египтян на родину, а также поддержка беженцев и принимающей стороне в Египте.
С 28 по 31 октября 2018 года президент Египта Абдул-Фаттах Халил Ас-Сиси находился с официальным визитом в Берлине. Он провёл переговоры с канцлером Ангелой Меркель и федеральным президентом Франк-Вальтером Штайнмайером.

## Торговля
В 2007 году экспорт Германии в Египет составил сумму 2,1 млрд. евро, а экспорт Египта в Германию составил сумму 804 млн евро. В 2017 году объём товарооборота между странами составил сумму около 6 млрд евро.

## Туризм
Египет является одной из самых важных направлений отдыха для германских туристов. В 2007 году число туристов из Германии в Египте превысило один миллион человек, что сделало граждан этой страны второй по величине группой туристов после жителей России. В 2008 году правительство Египта сообщило о том, что число германских туристов увеличивается по сравнению с прошлым годом, ожидаемое число 1,2 млн человек из этой страны.
Немецкая авиакомпания Lufthansa является одной из старейших иностранных авиакомпаний, выполняющих рейсы из Европы в Египет. По данным авиакомпании эти рейсы обслуживают бизнесменов и туристов, что делает Lufthansa ключевым инструментом, способствующим развитию двусторонних экономических связей между Египтом и Германией. Кроме того, авиакомпания в настоящее время имеет договоренность о код-шеринге с EgyptAir, что способствует увеличению количества рейсов между странами.

## Культурные связи
В 1873 году в Каире была основана Германская евангелическая школа. В 1959 году было подписано Египетско-германское культурное соглашение, которая является основной структурой регулирующее культурные связи между странами. В 1979 и 1981 году Египет и Германия также подписали ещё два соглашения о научном и культурном сотрудничестве между двумя странами. Германско-египетское сотрудничество в области культуры характеризуется следующим:
- Институт имени Гёте, который играет ведущую роль в продвижении германской культурной деятельности в Египте.
- Германская служба академических обменов (DAAD), которая предлагает стипендии египетским профессорам для работы в Германии.
- Проект Мубарака и Коля для технического и профессионального образования.
- 5 октября 2003 года был открыт Германский университет в Каире.

## Дипломатические представительства
- Германия имеет посольство в Каире и почетное консульство в Александрии[6].
- Египет содержит посольство в Берлине[7].